# Artemio Lomboy Rillera
Artemio Lomboy Rillera SVD (ur. 1 maja 1942 w Naguilian, zm. 13 listopada 2011) – filipiński duchowny katolicki, biskup San Fernando de La Union w latach 2005-2011.

## Życiorys
Święcenia kapłańskie przyjął 28 listopada 1970 w zgromadzeniu werbistów. Przez kilka lat pracował w zakonnych parafiach, zaś w 1979 został wybrany przełożonym prowincji Abra-Cagayan. W 1988 został rektorem seminarium w Urdaneta, zaś rok później objął także probostwo w jednej z zakonnych parafii.
28 czerwca 1993 papież Jan Paweł II mianował go biskupem diecezji Bangued. Sakry biskupiej udzielił mu dwa miesiące później abp Gian Vincenzo Moreni.
8 marca 2005 został mianowany biskupem San Fernando de La Union.
Zmarł 13 listopada 2011 podczas wizytacji diecezjalnego seminarium.